# Chiliophyllum
Chiliophyllum é um género botânico pertencente à família Asteraceae.